# زلباخ (آلتنکیرشن)
زلباخ (به آلمانی: Seelbach) یک شهر در آلمان است که در التنکیرچن واقع شده‌است. زلباخ ۳۵۰ نفر جمعیت دارد.